# 基塞利夫卡 (尼任區)
51°2′44″N 31°22′51″E / 51.04556°N 31.38083°E
基塞利夫卡（羅馬化：Kyselivka）是烏克蘭北部的村莊，隸屬切爾尼希夫州的尼任區。該村始建於1650年，面積0.1平方公里，海拔高度114米，2001年人口151，人口密度每平方公里1,540.82人。